# ميشيل سبيرو
ميشيل سبيرو (بالفرنسية: Michel Spiro)‏ هو فيزيائي فرنسي، ولد في 24 فبراير 1946 في روآن في فرنسا.